# Richard Newbold Adams
Richard Newbold Adams (1924 - 2018) fue un antropólogo norteamericano. Ha sido presidente de la American Anthropological Association, Profesor emérito de Humanidades en la Universidad de Texas en Austin y miembro de la Fundación Solomon R. Guggenheim.

## Biografía
Adams nació en 1924 en Ann Arbor, Michigan, Estados Unidos. Realizó sus estudios de pregrado en la Universidad de Míchigan, donde fue compañero de Leslie White y se graduó en 1947.  Posteriormente, realizó sus estudios de maestría y doctorado en la Universidad de Yale y se graduó en 1949 y 1951 respectivamente. Su tesis de doctorado fue acerca del desarrollo autónomo de Muquiyauyo, Perú.
Sus últimos años los vivió tranquilamente junto a su esposa en Panajachel, un pueblo a la orilla del lago de Atitlán en Guatemala. Falleció el 11 de septiembre de 2018.
El aporte de Richard Adams se observa en la antropología aplicada a la salud en países centroamericanos, como Guatemala, y en su teoría antropológica de redes energéticas. En la década de  1950, obtuvo un puesto académico en la Universidad de Texas en Austin, lo que le abrió la oportunidad de realizar estudios en Argentina, Brasil, Chile, Perú y México. Sin embargo, desde 1960, la mayor parte de sus estudios se realizan en Guatemala.
Durante el año 1977, fue presidente de la American Anthropological Association.

## Aportes teóricos
La perspectiva teórica de Adams está basada en la red de los sistemas evolutivos, que ensambla los elementos de su análisis de la sociedad “en clave energética” para traducirlos en modelos de investigación de campo. Este enfoque energético influyó en la actual vertiente de Teoría de Sistemas. Adams pertenece a una corriente minoritaria dentro de la antropología que considera el evolucionismo y la termodinámica como puntos de partida para el estudio de la sociedad humana. En este sentido, Adams es un continuador de la obra de Leslie White.

### Teoría del poder social
En 1975, la Universidad de Texas publicó el libro Energía y estructura. Una teoría del poder social de Richard Adams. En él, Adams desarrolla un modelo de la evolución de las sociedades humanas basado en la energética (estudio antropológico de los procesos energéticos) contrastándolo con las propuestas de otros antropólogos como Leslie White, Elman Service o Morton Fried. Adams define el poder social como "la capacidad para lograr que alguien haga lo que nosotros queremos mediante nuestro control de los procesos energéticos que le interesan". En el capítulo final titulado "El poder social y el futuro", el autor reflexionó sobre esa evolución social
El problema que afrontamos es el hecho de que la sociedad humana ha sido siempre un sistema en expansión, y hay algunas razones implícitas para este fenómeno en la naturaleza de la biología y la cultura. Pero está claro que tal expansión no puede continuar durante mucho tiempo, que la sociedad humana tendrá que pasar a otra clase de estado. (...) La única sociedad humana que ha alcanzado un estado aproximadamente estable es la sociedad de cazadores y recolectores.

### Red de los sistemas evolutivos
La teoría de la red de los sistemas evolutivos parte de la segunda ley de la termodinámica, que predice que, en cada transformación energética, hay un aumento de entropía. Para Richard Adams, la evolución social se puede explicar por la obligación de los individuos a compensar las pérdidas entrópicas y a conseguir cada vez más recursos (energía, materiales e información). En otras palabras, la evolución es el proceso de expansión /contracción energética. La expansión de un sistema se produce a expensas de otros. Por ello, la evolución no se puede entender la sin el concepto de entropía.

### Etnicidad en Guatemala
Richard Adams plantea el problema de la etnicidad en Guatemala como un cambio cultural de indígena a ladino. Según Marta Elena Casaús, Richard Adams perteneció a la primera generación de antropólogos guatemaltecos y norteamericanos (1940-1960). Ésta generación planteó un binomio modernización/progreso, como una progresión lineal, que hizo pensar a los antropólogos de la época que eran necesario el tránsito de lo rural a lo urbano (de lo tradicional a lo moderno, de lo indígena a lo ladino), para el desarrollo de Guatemala. Además, Adams fue el más sistemático en hacer una clasificación basada en diferencias culturales.
Dentro del aporte de Adams al estudio de la etnicidad en Guatemala, se encuentra su interpretación de la medicina indígena. Ésta se basa en la premisa de Robert Redfield respecto a la existencia de una medicina folk, que clasifica las enfermedades con respecto a los factores culturales. Así, Adams propone que la enfermedad tradicional es el resultado un modelo condicional que suma una condición interna al organismo y una condición externa experimentada por la persona. Esta propuesta de Adams fue tomada como base para todas las investigaciones de antropología médica realizadas en Guatemala hasta la década de 1980.

## Aportes a la antropología aplicada en Guatemala
A partir de 1940, comienzan a llegar a Guatemala muchos investigadores estadounidenses con el objetivo de realizar trabajo de campo con indígenas. En un principio, las investigaciones eran grandes monografías en comunidades tradicionales. Adams es parte de la segunda generación, la de los 1950’s, que impulsa la antropología aplicada en el campo de la salud.
Al principio, el espacio en el que más trabajó Adams fue el Instituto de Nutrición de Centroamérica y Panamá (INCAP). La primera generación del INCAP estuvo también integrada por Nancie L. Solien, Lydia Rosales y Juan José Hurtado. Richard Adams, desde el INCAP, impulsó su modelo condicional sobre la enfermedad tradicional en Guatemala; propuesta que se aplicó posteriormente. 
Después de su estancia en el INCAP, Adams se traslada al Instituto Indigenista Nacional (IIN), donde impulsa algunas encuestas sobre enfermedades tradicionales aplicadas en el ámbito nacional. Asimismo, publicó el libro "Antropología Aplicada" en el Seminario de Integración Social Guatemalteca.

## Publicaciones
• 1952 Un análisis de las creencias y prácticas médicas de un pueblo indígena de Guatemala. Guatemala: Editorial del Ministerio de Educación Pública (Seminario de Integración Social Guatemalteco).
• 1956 Encuesta sobre la cultura de los ladinos en Guatemala. Guatemala: Editorial del Ministerio de Educación Pública.
• 1959 Cultura indígena de Guatemala: Ensayos de antropología social. Guatemala: Seminario de Integración Social Guatemalteca.
• 1965 Migraciones internas en Guatemala: expansión agraria de los indígenas kekchíes hacia El Petén. Guatemala: Centro Editorial José de Pineda Ibarra, Ministerio de Educación.
• 1968 Crucifixion by power: Essays on Guatemalan National Social Structure, 1944-1966. Austin: University of Texas Press.
• 1971 Introducción a la antropología aplicada: libro de texto y manual para trabajadores de bienestar social en América Latina. Guatemala: Editorial José de Pineda Ibarra.
• 1981 The dynamics of societal diversity: notes from Nicaragua for a sociology of survival. Austin: Institute of Latin American Studies.
• 1982 Paradoxical harvest: energy and explanation in British history, 1870-1914. Estados Unidos: Cambridge University Press.
• 1989 Internal and external ethnicities: with special reference to Central America. Austin: Institute of Latin American Studies.
• 2000 Joaquín Noval, como indigenísta. Guatemala: Editorial USAC.
• 2008 A Community in the Andes: Problems and Progress in Muquiyauyo. ACLS History E-Book Project.